# Słup (Męcinka)

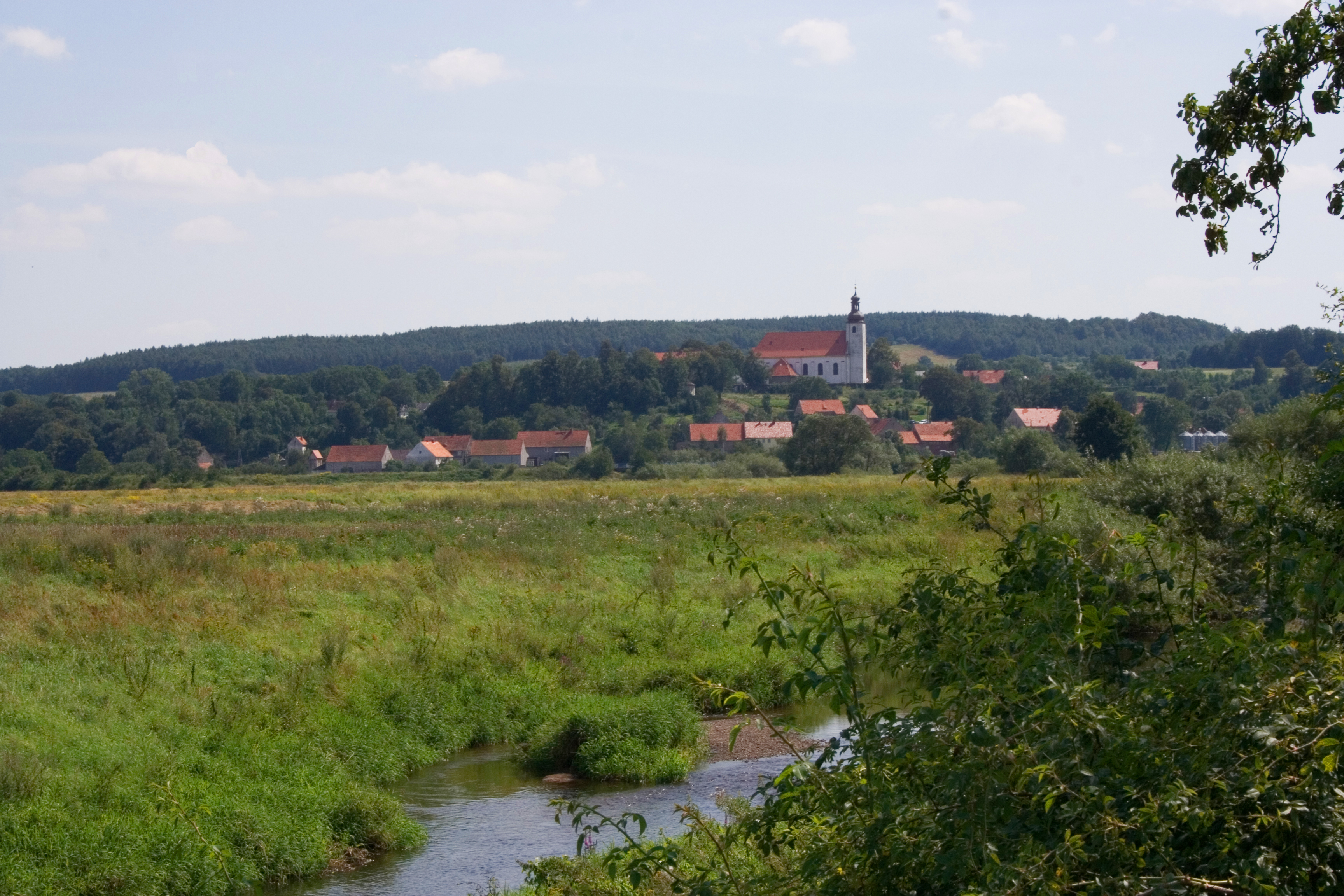
Słup (Schlaup)

Słup (deutsch Schlaup) ist ein Dorf der Landgemeinde Męcinka im Powiat Jaworski der Woiwodschaft Niederschlesien in Polen. Die deutsche Übersetzung des Ortsnamens bedeutet „Säule“.

## Geographie
Słup liegt 2,5 Kilometer nördlich von Męcinka und acht Kilometer nordwestlich von Jawor am Schlup-Stausee.

## Geschichte
Die noch heute bestehende Kirche (Mariä Himmelfahrt) wurde vermutlich um das Jahr 1000 auf einem Basaltberg errichtet. Ab ca. 1200 wurde sie durch Leubuser Zisterzienser betreut, ehe der Besitz im Jahr 1810 an den preußischen Staat überging. Die barocke Ausstattung konnte nach dem Krieg erhalten werden.

Bis 1945 war Schlaup eine Gemeinde im Landkreis Jauer, Regierungsbezirk Liegnitz der Provinz Schlesien. Gemeinsam mit dem Ort Piotrowice entstand aus den ehemaligen Gromadas die Landgemeinde Męcinka. Zum 1. Januar 1999 kam die Gemeinde zur Woiwodschaft Niederschlesien und zum wieder errichteten Powiat Jaworski.